# Carolina Deik
Carolina Deik Acosta-Madiedo, née le 7 septembre 1980 à Barranquilla est une avocate et enseignante colombienne, actuellement Première dame de Bogotá en tant qu'épouse de Carlos Fernando Galán,,,.

## Première dame de Bogotá
Deik a exprimé son engagement en tant que Première dame de Bogotá et a déclaré qu'elle travaillerait à laisser un grand héritage à la ville, son principal combat étant la malnutrition infantile dans la ville,.
En juillet 2024, il a animé la journée de vaccination des enfants contre le virus du papillome humain,. Plus tard, elle présidera une course caritative créée par elle et coordonnée avec la Banque alimentaire de Bogotá, afin de récolter de la nourriture pour les enfants de Bogotá,,. Le 28 septembre, elle a rencontré ses homologues de Medellín et de Manizales où ils ont mené un travail commun et souligné leur leadership en tant que premières dames de leurs villes respectives.